# Luperina subaquila
Luperina subaquila là một loài bướm đêm trong họ Noctuidae.